# Khijadia
Khijadia o Khijaria fou un petit estat tributari protegit al prant de Gohelwar a l'agència de Kathiawar, presidència de Bombai. Estava format per un sol poble amb dos tributaris separats. La superfície era de 3 km² i la població de 885 habitants (1896 el 1921). La capital Khijaria o Khijadia estava situada a 8 km al nord-oest de Dhola i 29 km al sud-est de Songarh. Una altra font dona una superfície de 61 km². Els ingressos s'estimaven en 240 lliures (400 el 1921) i el tribut es pagava al Gaikwar de Baroda (38 lliures) i al nawab de Junagarh (4,14 lliures). La dinastia era Wala de la branca Jaitani i l'estat fou finalmnent considerat de sisena classe i subjecte a partició. L'estat era conegut amb el nom del tributari (des de 1921 Valera Raning); el primer tributari era fill de talukdar de Jetpur.

## Llista de thakurs
- Wala Shri VALERA JASA
- Wala Shri BHIMA VALERA ?-14 d'octubre de 1921
- Wala Shri VALERA RANING 1921-?
- Wala Shri BHUPENDRA VALERA